# Новый народный экологический и социальный союз
«Новый народный экологический и социальный союз» (фр. Nouvelle Union Populaire écologique et sociale) — французская большая коалиция левых, левоцентристских и зелёных партий, созданная 1—4 мая 2022 года с целью совместного выступления на парламентских выборах. Ядром коалиции выступил союз «Непокорённой Франции (LFI)» и Социалистической партии (PS), к которому присоединились Французская коммунистическая партия (PCF), партия «Европа, Экология, Зелёные» (EELV) (раннее договорившиеся друг с другом отдельно), Вместе! (E!), Génération.s (G.s) и некоторые других партии.
Переговоры между лидером LFI Жан-Люком Меланшоном и руководством PS носили напряжённый характер, социалистам (показавшим наихудший результат из левых партий на прошедших недавно президентских выборах) пришлось пойти на множественные уступки, в том числе отказаться от непопулярных мер Олланда. Программа блока включает в себя положения о повышении зарплат и пособий (в том числе МРОТ до 1400 евро), снижении пенсионного возраста до 60 лет, демократизации управления экономикой, введения государственных цен на товары первой необходимости, увеличении социальных расходов, защите экологии и отмене ограничительных законов Макрона.
Согласно пресс-релизу LFI, главная цель альянса — лишить коалицию президента Эммануэля Макрона парламентского большинства, а также победить ультраправых, в первую очередь «Национальное объединение» Ле Пен. Если альянс сможет получить большинство, то Меланшон будет выдвинут на пост премьер-министра, о чём уже есть согласие между LFI и EELV, но остальные партии пока не прояснили свою позицию по этому вопросу. Если Меланшон станет премьером Франции, это будет второе «сожительство» правого президента и левого правительства в истории Пятой республики (после премьерства социалиста Лионеля Жоспена при голлисте Жаке Шираке в 1997—2002 годах, когда на президентских выборах левые проиграли, а на парламентских — выиграли, объединившись в коалицию «Плюралистические левые»).
О роспуске коалиции не сообщалось, однако фактически она прекратила существование в 2023 году. 10 июня 2024 году в связи с внеочередными парламентскими выборами была создана новая коалиция «Новый народный фронт», в которую вошли все те же партии и некоторые новые.

## История

### Формирование
В октябре 2021 года, в ходе подготовки к президентским выборам 2022 года, лидер «Непокорённой Франции» Жан-Люк Меланшон объявил о создании Народного союза. В декабре 2021 года Меланшон анонсировал создание «Парламента Народного союза» с целью консолидации сил своих сторонников перед выборами.
Хотя Меланшон не смог пройти во второй тур выборов, уступив действующему Президенту страны Эммануэлю Макрону и лидеру «Национального объединения» Марин Ле Пен, он получил наилучший результат среди левых кандидатов (7 714 949 голосов, 21,95 %), а сторонники LFI устроили массовые акции протеста с требованием пересмотра итогов выборов. Возникла реальная возможность объединения вокруг Народного союза всех левых сил с целью достижения победы на предстоящих парламентских выборах, особенно с учётом начавшихся переговоров между Французской коммунистической партией и партией «Европа, Экология, Зелёные» о совместном выдвижении на выборы. LFI присоединилась к ним и параллельно начала переговоры с Социалистической партией.
1 мая 2022 года «Непокорённая Франция», ФКП и «Европа, Экология, Зелёные» достигли соглашения о формировании «Нового экологического и социального народного союза», к которому 5 мая присоединилась Соцпартия. После этого Новая антикапиталистическая партия заявила, что не вступит в коалицию из-за непреодолимых идеологических разногласий с Социалистической партией, но будет поддерживать ультралевых кандидатов от блока. «Республиканские и социалистические левые» заявили, что будут вести переговоры о вступлении в коалицию.

### Расширение
Имея целью достичь коалиционного соглашения с максимально возможным спектром левых партий, партия «Европа, Экология, Зелёные» предложила заменить название блока «Народный союз» на «Народный и экологический союз» или «Народный экологический и социальный фронт». Незадолго до 2 мая, было утверждено наименование «Новый народный экологический и социальный союз». Соглашение позволило левым взять под контроль 68 из 577 мест в Национальном собрании, так как EELV контролировала Бордо, Страсбург, Лион, а также 4 округа Парижа.
3 мая Французская коммунистическая партия заявила, что также вступает в коалицию. В своём пресс-релизе PCF позиционировала, что хочет получить парламентское большинство вместе со своими союзниками и разделяет «общие прагматические цели» с LFI.
Социалистическая партия дольше всего согласовывала свою позицию, изначально отказавшись от переговоров с LFI, но 27 апреля начав их, однако из-за внутрипартийных разногласий приостановив уже 29 апреля. Председатель PS Оливье Фор провёл переговоры с руководством LFI в её штаб-квартире 2 мая, на следующий день представитель последней Мануэль Бомпард заявил, что переговоры между партиями были «по существу и из-за избирательных округов». 4 мая PS дала предварительное согласие на вступление в коалицию при условии, что Национальный совет партии одобрит коалиционное соглашение, что произошло 5 мая.
Новая антикапиталистическая партия заявила, что будет поддерживать кандидатов от NUPES, занимающих ультралевые позиции, но не вступит в коалицию из-за непреодолимых идеологических разногласий с PS.
Ряд небольших групп и объединений левых, левоцентристских и зелёных партий также начали переговоры о возможном присоединении к коалиции: «Федерация республиканских левых», состоящая из «Республиканских и социалистических левых», «Республиканского и гражданского движения», «Новых социалистических левых», «Обязательства» и «Левых радикалов», а также «Социальное и экологическое собрание», состоящее из «Нового курса», «Ну же, дети», «Вместе на наших землях», «Демократических и социальных левых» и «Свободного экологического братства».

### Парламентские выборы 2022 года
В первом туре парламентских выборов 2022 года NUPES занял либо второе место (по данным МВД Франции), либо первое (по данным «Le Monde), немного уступая или, наоборот, опережая  Вместе» (25,75%–25,66% по данным МВД и 26,1%–25,9% по данным Le Monde). Эта разница появилась, потому что некоторые кандидаты NUPES не зарегистрировались в Министерстве внутренних дел, что французские СМИ приняли во внимание. Четыре кандидата от LFI были избраны в первом туре (больше чем от какой-либо другой партии или коалиции), и 471 кандидата от NUPES вышли во второй тур (тоже наибольшее количество); из 70 кандидатов, нарушивших коалиционное соглашение, 15 вышли во второй тур.
Прогнозировалось, что после второго тура NUPES получит 149 мест, что приведёт к ситуации «подвешенного парламента» (то есть ситуации, при которой ни одна партия или коалиция не имеет абсолютного большинства) и потере коалицией президента Макрона «Вместе» квалифицированного большинства. Так как NUPES был лишь предвыборным соглашением, и ожидалось, что каждая партия сформирует свою собственную парламентскую фракцию, он не стал крупнейшей оппозиционной фракцией. Так же, как и в первом туре, разные СМИ дали разную информацию в отношении окончательного количества мест — например, по данным Le Monde NUPES набрал 142, а не 131 место.

## Участники
Первоначальное коалиционное соглашение, заключённое 1 мая 2022 года, объединило «Непокорённую Францию» и её союзников с экологическими партиями, в том числе «Европа, Экология, Зелёные», «Génération.s», «Новые демократы» и «Экологическое поколение». 3 мая к коалиции присоединилась Французская коммунистическая партия, на следующий день за ней последовали Социалистическая партия и «Place Publique». 20 мая о своей поддержке коалиции заявила партия «Новый курс».
| Партия                                | Партия                              | Аббр. | Идеология                                                                    | Лидер(-ы)                         |
| ------------------------------------- | ----------------------------------- | ----- | ---------------------------------------------------------------------------- | --------------------------------- |
| «Непокорённая Франция» и её союзники  |                                     |       |                                                                              |                                   |
|                                       | «Непокорённая Франция»              | LFI   | Демократический социализм, энвайронментализм, левый популизм, евроскептицизм | Жан-Люк Меланшон, Адриан Катеннан |
|                                       | Левая партия                        | PG    | Демократический социализм, энвайронментализм, левый популизм                 | Жан-Кристоф Селлен, Элен Ле Кашо  |
|                                       | «Вместе!»                           | E!    | Экосоциализм, троцкизм                                                       | Центральный комитет               |
|                                       | «Экологическая революция»           | REV   | Глубинная экология, зелёная политика, энвайронментализм, пацифизм            | Эмерик Кэрон                      |
|                                       | Независимая рабочая партия          | POI   | Коммунизм, марксизм, троцкизм                                                | Центральный комитет               |
|                                       | Rézistans Equality 974              | RÉ974 | Демократический социализм, регионализм                                       | Жан-Юг Ратенон                    |
| Зелёные                               |                                     |       |                                                                              |                                   |
|                                       | «Европа, Экология, Зелёные»         | EELV  | Зелёная политика, альтерглобализм                                            | Жюльен Байу                       |
|                                       | «Génération.s»                      | G.s   | Демократический социализм, энвайронментализм, проевропеизм                   | Бенуа Амон                        |
|                                       | «Новые демократы»                   | LND   | Социальный либерализм, социал-демократия, энвайронментализм                  | Орельен Таш, Эмили Кариу          |
|                                       | Экологическое поколение             | GÉ    | Зелёная политика, социальный консерватизм                                    | Дельфин Бато                      |
| Социалистическая партия и её союзники |                                     |       |                                                                              |                                   |
|                                       | Социалистическая партия             | PS    | Социал-демократия, реформизм, социал-либерализм, проевропеизм, левоцентризм  | Оливье Фор                        |
|                                       | «Общественное место»                | PP    | Социал-демократия, левоцентризм, проевропеизм, энвайронментализм             | Рафаэль Глюксманн                 |
|                                       | «Новый курс»                        | ND    | Социальный либерализм, прогрессивизм, кейнсианство, европейская интеграция   | Жиль Понтлевуа, Алин Муке         |
| Коммунистическая партия и её союзники |                                     |       |                                                                              |                                   |
|                                       | Французская коммунистическая партия | PCF   | Еврокоммунизм, демократический социализм                                     | Фабьен Руссель                    |
|                                       | «Ради воссоединения»                | PLR   | Демократический социализм, постмарксизм, регионализм                         | Угетт Белло                       |
|                                       | Tavini huiraatira                   | FLP   | Демократический социализм, социал-демократия, прогрессивизм                  | Оскар Темару                      |

## Кандидаты
| Партия или блок | Партия или блок | Округа | Процент |
| --- | --- | ------ | ------- |
| Непокорённая Франция и ассоциированные партии (Непокорённая Франция, Левая партия, Вместе!, Экологическая революция и другие | Непокорённая Франция и ассоциированные партии (Непокорённая Франция, Левая партия, Вместе!, Экологическая революция и другие | 325    | 56,50 % |
| Зелёные | Европа, Экология, Зелёные | 80     | 13,86 % |
| Зелёные | Génération.s | 9      | 1,56 %  |
| Зелёные | Экологическое поколение | 9      | 1,56 %  |
| Зелёные | Новые демократы | 2      | 0,35 %  |
| Зелёные | Всего | 100    | 17,33 % |
| Социалистическая партия | Социалистическая партия | 70     | 11,96 % |
| Французская коммунистическая партия                                                                                          | Французская коммунистическая партия                                                                                          | 50     | 8,84 %  |
| Необъявленные (Корсика, 1 округ Кот-д’Ор)                                                                                    | Необъявленные (Корсика, 1 округ Кот-д’Ор)                                                                                    | 32     | 5,55 %  |
| Всего | Всего | 577    | 100 %   |

## Политические позиции
Коалиция характеризуется, как левая и лево-зелёная. Входящие в неё партии придерживаются ряда общих принципов, в число которых входят: повышение минимальной зарплаты до 1400€ в месяц, возвращение прежней планки пенсионного возраста в 60 лет, замораживание цен на предметы и товары первой необходимости, развитие и защита экологии, а также провозглашение Шестой республики (то есть принятие новой Конституции страны). Коалиция намерена получить большинство в Национальном собрании, чтобы вынудить президента Макрона назначить премьер-министром Меланшона и таким образом, создав второй прецедент «сожительства» правого президента с левым премьером, остановить или ослабить принятые во время первого президентства Макрона (2017—2022) непопулярные меры, а также не допустить реализации новых его планов по сокращению социальных расходов.

## Реакция
Появление Народного союза было неоднозначно воспринято в левой и левоцентристской политической среде Франции. Так, газета L’Humanité назвала переговоры «историческими». Глава Радикальной левой партии (раньше бывшей участницей всех французских левых коалиций от Народного фронта до «Плюралистических левых») Гийом Лакруа в своём письме к партийному активу заявил, что не намерен вступать в союз и раскритиковал те партии, что сделали это, обвинив их в предательстве идеалов. Также он писал, что боится стать свидетелем «смерти социал-демократии». Движение прогрессивистов, ранее бывшее союзником EELV, также подвергло соглашение критике, считая, что «переговоры с LFI являются невыносимым предательством безответственными аппаратчиками».
Наибольшее сопротивление коалиционное соглашение встретило в PS. Более 1000 членов Социалистической партии призвали её лидера Оливье Фора отозвать согласие на вступление PS в коалицию. Бывший Президент Франции и экс-Председатель PS Франсуа Олланд назвал союз PS и LFI «недопустимым», в ответ на что Жан-Люк Меланшон назвал Олланда «полностью бывшим». Мэр Парижа Анн Идальго, кандидат от PS на президентских выборах, призвала сформировать союз левых сил без участия Меланшона и его партии, а бывший премьер-министр Франции при Олланде Бернар Казнёв заявил о своём выходе из партии в знак протеста. Председатель регионального совета Окситании Кароль Дельга, также член Соцпартии, предупредила, что поддержит на выборах «независимых социалистов» и выступила против единого списка кандидатов, так как предоставленные PS в соответствии с коалиционным соглашением 6 из 49 мест в Окситании не являются «справедливым представительством» её партии в регионе.
Французская левоцентристская газета Libération раскритиковала коалицию за её евроскептицизм, назвав такую позицию «исторической ошибкой» и утверждая, что «левые должны громко и ясно заявлять о свой приверженности Европейскому союзу».
Новая антикапиталистическая партия негативно отреагировала на вступление PS в коалицию, заявив, что они не считают Социалистическую партию силой, способной провести социальные изменения. «Рабочая борьба» также заявила о своей оппозиции к коалиции, критикуя союз за «реформизм». Станислас Герини, лидер президентской партии «Возрождение», призвал членов PS выступить против NUPES и «присоединиться к нам».

### Нарушение коалиционного соглашения партиями-членами союза
Некоторые кандидаты, в основном от PS, заявили о своём намерении баллотироваться даже против кандидатов, выдвинутых и поддерживаемых коалицией, что является грубейшим нарушением коалиционного соглашения.
По состоянию на 27 мая, 62 члена PS и 8 кандидатов от PCF выдвинулись против одобренных NUPES кандидатов.

## Результаты и последствия
В зависимости от метода подсчёте NUPES получил 131 место (по данным МВД Франции) или 142 места (по данным Le Monde), что достаточно для того, чтобы лишить коалицию президента Макрона «Вместе» квалифицированного большинства и сформировать оппозицию. Коалиция показала худшие результаты, чем показывало большинство опросов перед вторым туром, а ультраправое Национальное объединение (RN) получило 89 мест, что является его лучшим результатом за всю историю.